# Iveco EuroRider
Iveco EuroRider (дослівно укр. Івеко Євротур, Європодорож) — 12-метровий туристичний лайнер для інтернаціональних перевезень, що серійно виробляється компанією Iveco з 1996 року (D43 — з 2001), автобус знаний за підвищений комфорт перевезення пасажирів та безпечність руху. EuroRider оснащений деталями Noge і розроблений разом з Irisbus. Автобус випускається у 4 модифікаціях, найпоширенішими є C35 i D43.
Інші модифікації EuroRider:
- EuroRider D23
- EuroRider C31A
- EuroRider (C)35
- EuroRider D43

## Описання моделі

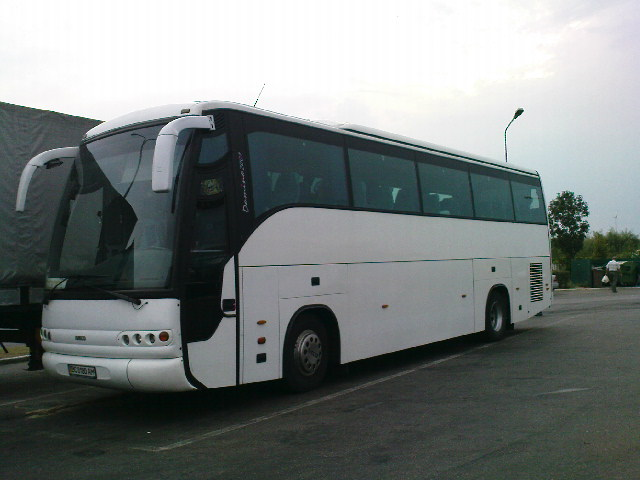
Автобус з лівого ракурсу

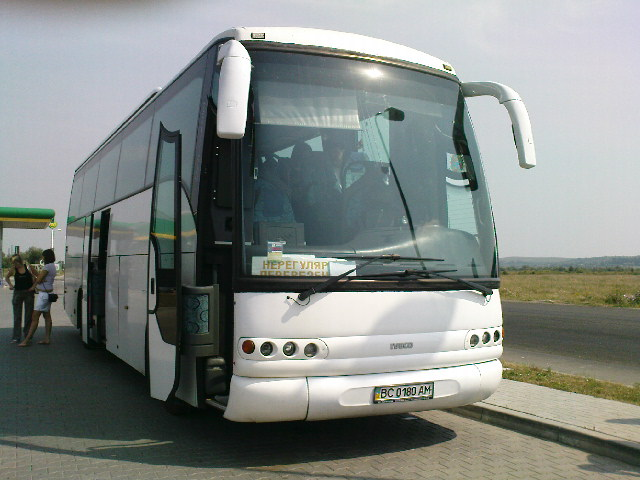
EuroRider D43

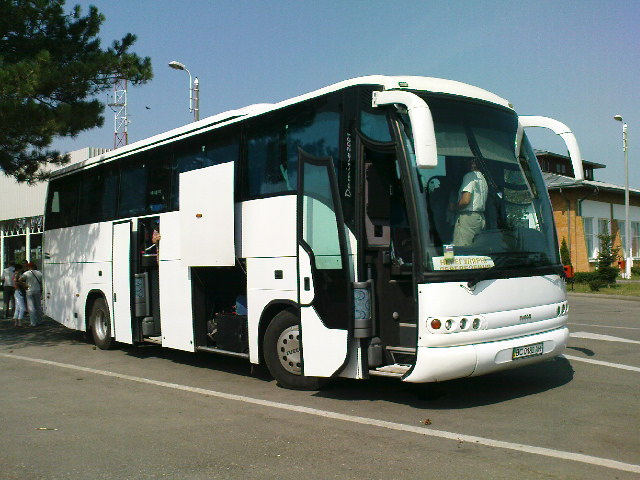
З відкритими дверима і багажними відсіками

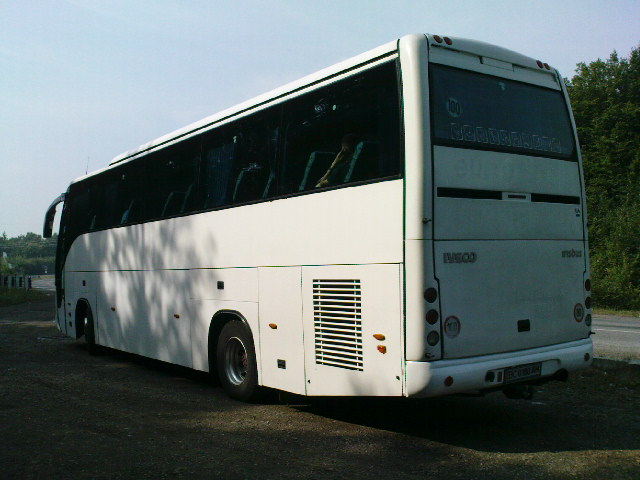
Задня частина

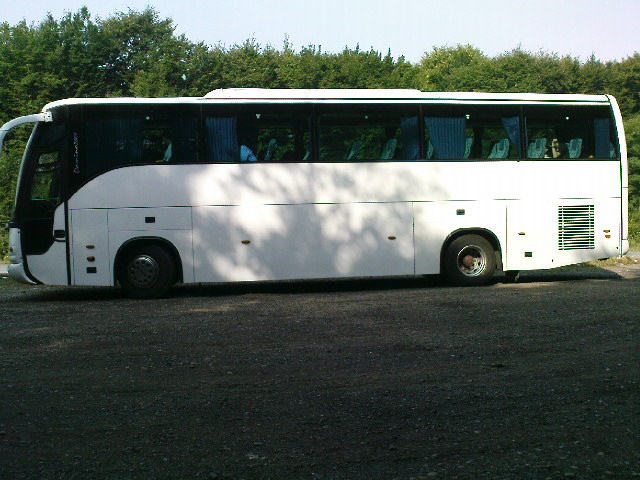
Автобус упрофіль

Автобус Eurorider є дуже добре пристосованим для особливо далеких перевезень, відстань яких становить понад 1000 кілометрів. У довжину Eurorider становить 11—12.5 метра (11 метрів має С31А, 12.5 має D43), у висоту має до 3.7 метра і у швирину 2.55 метра. Кузов Euroridera вагонного компонування, тримальний, одноповерхового закритого типу. Первинне покриття кузова — цільнотягнутий оцинкований лист, вторинне покриття — металопластик. Кузов має підвищену антикорозійну стійкість і тривкість до фізичної сили або удару під час аварій. Передок автобуса витягнутий, розділений на три частини. Фари у автобуса лінзові, по 4 з кожного боку та кожна з них включається окремо. Фари оснащені лінзами, що забезпечує значно підвищену далекоглядність під час руху у темну пору доби — повністю включені разом з протитуманними, фари «дістають» променями до 100—120 метрів у довжину, іншим достоїнством світлотехніки коуча є специфічні протимтуманні фари, що освітлюють і у ширину (радіус до ~25 метрів). Бампер у Euroridera зварний, прикріплений до кузова. Лобове скло автобуса панорамне, беколірне і вигнуте; без «брів», обтягує також частину поверхні бокового осклення на місці водія. Бокові дзеркала великого розміру, звішуються зверху, типу «вуха зайця», можуть зніматися і вивертатися. Боковини автобуса обшиті металопластиком, внутрішні відділення (окрім салону) поділені посекційно на відкидні відсіки, що відкриваються вручну. Багажних відсіків 2, вони сполучені разом. Загальний об'єм багажного відсіку до 13 м³. Бокові відски різного об'єм у та різного призначення, передбачена конструкцією кавоварка разом з ємностями міститься у крайній секції правої боковини. Засоби для миття автобуса зазвичай тримаються у секції лівої боковини, навпроти. Двигун розміщується усередині задньої панелі автобуса. Колеса автобуса дискові з логотипом «Iveco» розміру 295/80 R×22.5, формула коліс 4×2 — усі автобуси Iveco Eurorider двохосні. Автобус має дві одностулкові двері, що розсуваються паралельно до кузова за допомогою двох приводів, один з яких розташовується під підлогою автобуса. З лівого боку від входу у середню частину салону розташовується порожнина, яка може використовуватися як відсік для тримання багажу або обладнана для відпочинку водіїв. Настил підлоги автобуса з ворсу або лінолеуму, сходинки травмобезпечні і обиті ворсом. Сидіння пасажирів комфортабельні роздільного типу з можливістю їх розсування на 15 сантиметрів, кожне крісло оснащене підлокітником на 2 режими. Також є педаль-підставка для ніг. Спинки крісел оснащені відкидними міністоликами з дірою для поміщення пляшки, також крісла можуть розкладатися на 130 градусів. Зроблені вони з синтетичних матеріалів і обшиті антивандальною тканиною. Над кожним місцем пасажира є пристрій індивідуального штучного кондиціонування під час руху, окрім цього є система примусового і звичайного обдуву. Усього у автобусі 48—55 місць, тобто 12—13 рядів по 4 місця і 5 задніх. Сидіння по рядах нумеруються на верхніх панелях, що також викорустовуються для тримання сумок. Ширина між рядами крісел дуже велика, єдиним недоліком розташування є найперші крісла (1,2,3,4; ряд 1) — відстань до перегородки дуже назначна. Бокове осклення автобуса тоноване бірюзовим відтінком, що дає кращий захист від сонця аніж при коричневому або чорному, товщина стекол 6 міліметрів. Автобус обладнаний двома LCD-телевізорами, що відтворюють відеозаписи з DVD-дисків. Уся система побудована Noge, контролюється з місця водія на спеціальному програвачі. Автобус має калориферне опалення потужністю 34 кіловат на 3 швидкості. Водійське місце відповідає усім сучасним стандартам. Крісло водія з підресоруванням, регулюється спинка крісла, регулюється у висоту і глибину відповідно до фізичних параметрів водія. Прилади оснащені індивідуальною підсвіткою, приладова панель розділена на секції, усі великі стрілкові прилади відкидні, що дає у разі чого виявити неполадку. Спідометр середнього розміру, розрахований на 128 км/год, оснащений невеликою лампочкою червоного кольору для привертання уваги, коли постійна швидкість автобуса стає більшою ніж 94 км/год. Тахометр теж відкидний, максимально зазначена кількість обертів на хвилину 3000. Інші допоміжні прилади не відкидаються, проте теж розділені по секціях. Клавіші легко читаються, з окремою підсвіткою. Коробка передач механічна на 9 передач (8 на рух вперед, 1 назад, умовне позначення Reverse), також є інформаційне табло, що показує на якій передачі їде автобус. Також є радіо та вентилятор що розташований над водійським місцем. Рульове колесо Iveco Servocom, з гідропідсилювачем, за допомогою якого керування легке і просте, і не важче, аніж у легкого автомобіля. На найнижчій секції (права частина панелі керування теж розділена на секції) розміщується керування LCD-телевізорами. Є додаткова підсвітна лампа для водія. Салон освілюється лампами синього та білого кольору (синя лампа — кожна четверта у ряді). Автобус оснащений також ABS, ASR, ECAS і GPRS; додатково може встановлюватися міні-телевізор біля місця водія. Автобус коштує 82000—96000 Євро у залежності від віку. 13-річний автобус коштує близько 80 тисяч Євро (відмінний стан). Інші зручності автобуса: кавоварка, туалет і електрочайник.
Достоїнства і переваги Iveco EuroRider:
- сучасний дизайн
- підвищений комфорт перевезення
- економічність автобуса, нижча вартість нового автобуса порівняно з іншими марками
- багато нового обладнання і систем у новому EuroRider'і
- пневматично-важільна підвіска, що нівелює дефекти дороги
- високий строк служби автобуса (гарантійний строк — 20 років).
- тривкість конструкції, завдяки якій 13-річні автобуси мають відмінний технічний стан
- відсіки і секції для громізкого обладнання
- додаткові поручні, які часто потрібні при вході/виході
- травмобезпечні двері і сходинки
- легке рульове керування
- частина лобового скла може закриватися від сонця за допомогою механічних стулок

## Технічні характеристики
| Клас                                                                | Туристичний автобус |
| Модель                                                              | Iveco EuroRider різних модифікацій розроблений разом з Irisbus                                                                                       |
| Виробляється з:                                                     | 1996 року |
| Кузов, тип                                                          | одноповерховий закритого типу, вагонного компонування, тримальний                                                                                    |
| Довжина (не враховуючи бкові дзеркала, що виходять за габарити), мм | 11500—12500 (залежно від модифікації) |
| Ширина по модлінгу, мм                                              | 2560 |
| Висота по даху без урахування клімат-контрольної установки, мм      | 3680…3710 |
| Первинна обшивка кузова                                             | шар оцинкованої сталі |
| Вторинна обшивка кузова                                             | металопластик |
| Дорожній просвіт, мм                                                | 350 |
| Осі, штук                                                           | 2 осі |
| Колеса і розмір                                                     | дискові, 295/80 R×22.5 |
| Формула коліс, формула                                              | 4×2 |
| Фари                                                                | 4 фари з кожного боку (підсвітні, 2 нічні і 1 протитуманні)                                                                                          |
| Колісна база, мм                                                    | 7100 |
| Відсіки і порожнини у кузові (не багажні)                           | не менше 7 штук, застосовуються у різних цілях, як тримання обладнання для миття автобуса або зберігання кавоварки і чайника                         |
| Багажні відсіки                                                     | З'єднані між собою, мають відокремлювальні планки (для багажу по частинах відсіку), ремені для тримання великогабаритної поклажі                     |
| Об'єм багажного відсіку, м³                                         | близько 13 |
| Бампер                                                              | зварний, нечіткий, щільно приварений до кузова |
| Лобове скло                                                         | панорамне, частково затоноване, безколірне (більшість площі вікна), вигнуте                                                                          |
| Бокові дзеркала зовнішнього виду                                    | оснащені антибликовим покриттям, форми «вуха зайця», можуть повертатися                                                                              |
| Системи автобуса (загальний опис)                                   | ABS, ASR, Клімат-контроль, круїз-контроль |
| Двері                                                               | одностворчасті, травмобезпечні, відкриваються параленльно до кузова (формула 1—1—0)                                                                  |
| Остеклені (двері):                                                  | лише передні |
| Розташування двигуна                                                | усередині задьної панелі |
| Настил підлоги (сходинки)                                           | ворс («килим») |
| Сходинки                                                            | травмобезпечні, обиті ворсовим «килимом» |
| Кількість сходинок до салону                                        | 3 (передні двері) 5 (середні двері) |
| Настил підлоги (салон)                                              | лінолеум або ворсовий килим (залежно від місця) |
| Пасажирські крісла                                                  | м'які, роздільного типу, розсуваються на 15 сантиметрів одне від одного, розкладаються на 130 градусів                                               |
| Обладнання крісел і спинок крісел (детально)                        | 1. міні-столик типу vogel-sitze з діркою для пляшки 2. сітка для тримання дрібних речей під міні-столиком 3. «педаль» для ніг                        |
| Обдув у салоні                                                      | 1. примусовий через люки 2. через вентилятори 3. через кондиціонери 4. індивідуальне штучне кондиціонування                                          |
| Опалення                                                            | через спеціальний вентилятор з місця водія потужністю 34 кіловат                                                                                     |
| Бокові вікна                                                        | затоновані бірюзовим кольором товщиною 6 мм |
| Підлокітники                                                        | для крісел від вікна, розкладається у 2 режими |
| Крісло водія                                                        | Комфортабельне з підресоруванням, регулюється у ширину і глибину                                                                                     |
| Рульове колесо                                                      | ZF Servocom з гідропідсилювачем |
| Панель приладів                                                     | стрілкові відкидні, клавіші легко читаються, панель з металопластику у формі півкруга                                                                |
| Спідометр                                                           | на 128 км/год, з лампочкою уваги, коли постійна швидкість переходить 94 км/год                                                                       |
| Коробка передач                                                     | механічна з табло на панелі приладів для висвітлення передачі, на якій їде автобус                                                                   |
| Кількість передач                                                   | 9 (8 передній хід 1 задній) |
| Друге крісло водія                                                  | відкидне навпроти головного |
| Обладнання на місці водія                                           | керування LCD, додатковий вентилятор і лампа підсвітки                                                                                               |
| Підсвітка                                                           | білого і синього кольорів |
| Загальна пасажиромісткість, чол                                     | 48—55 (+2); 12—13 рядів і 5 крісел у задній частині                                                                                                  |
| LCD-телевізори                                                      | 2 штуки, «Noge», керуються з місця водія |
| Туалет                                                              | наявний у середній частині салону, зправа від сходинок у салон (середні двері), навпроти нього є порожнина (переважно кімната для відпочинку водіїв) |
| Кавоварка і чайник                                                  | розташовуються у одному з відсіків |
| Двигун                                                              | ? |
| Потужність двигуна, кіловат                                         | 220—280 (залежно від модифікації) |
| Шумоізоляція                                                        | глушник вихлопної труби, шумоізоляція салону |
| Вихлопна труба                                                      | 1 велика з глушником |
| Місткість бензобаку, літри                                          | 500, автобус працює виключчно на дизелі |
| Максимальна швидкість руху, км/год                                  | 128 |
| Ціна на автобус, Євро                                               | 82000—100000 (залежно від віку) |